# یواس‌اس الباکور (اس‌اس-۲۱۸)
یواس‌اس الباکور (اس‌اس-۲۱۸) (به انگلیسی: USS Albacore (SS-218)) یک زیردریایی است که طول آن ۳۱۱ فوت ۹ اینچ (۹۵٫۰۲ متر) می‌باشد. این زیردریایی در سال ۱۹۴۲ ساخته شد.